# Corsivo

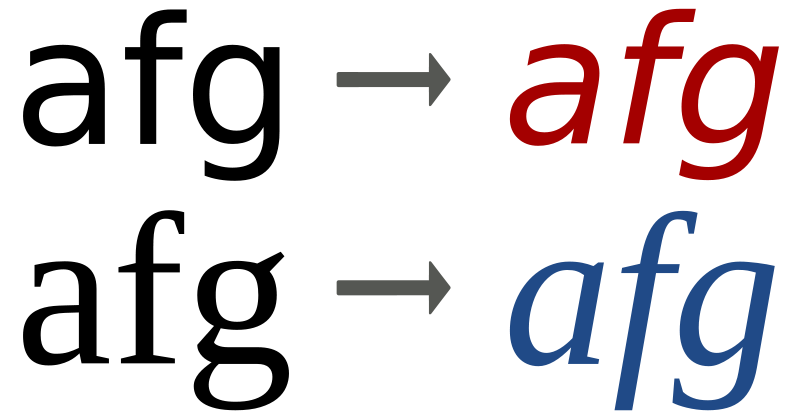
Stile corsivo, in rosso senza grazie, in blu con grazie

In tipografia il corsivo, detto anche aldino (dall'ideatore Aldo Manuzio), è uno stile di carattere contraddistinto da una leggera inclinazione delle lettere verso destra. Nasce per imitazione della scrittura a mano. In francese è chiamato italique, in inglese italic, mentre in tedesco è reso col termine Kursivschrift.
Un insieme di caratteri tipografici comprende generalmente tre stili: il tondo, il grassetto e il corsivo.

## Storia

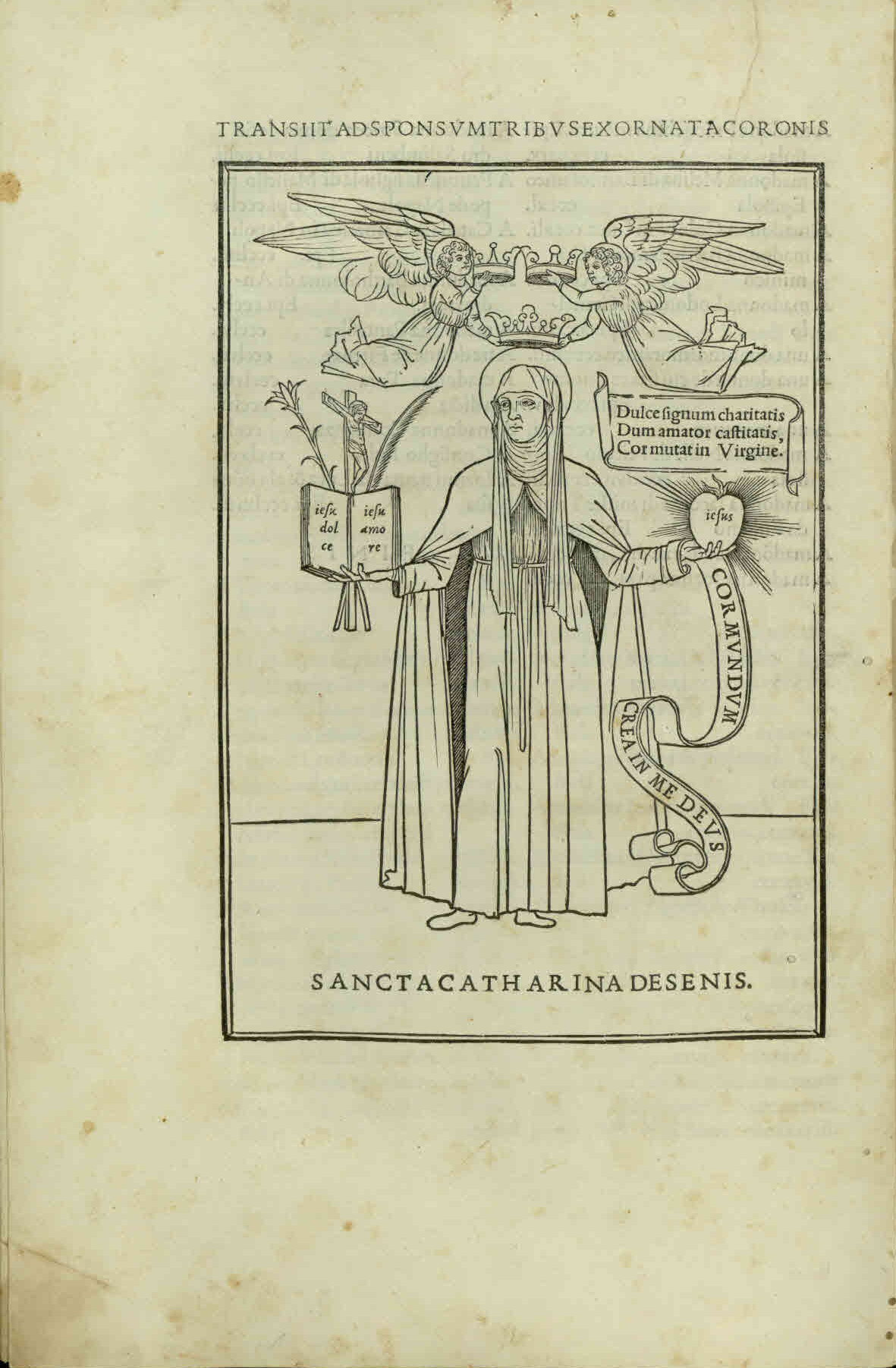
Santa Caterina da Siena, Epistole, Venetia, in casa de Aldo Manutio Romano, a di XV septembrio 1500. Tavola illustrata in cui compaiono le prime parole in assoluto stampate in corsivo: iesus, all'interno del cuore nella mano sinistra e iesu dolce iesu amore all'interno del libro nella mano destra.

Una visione comune di quando utilizzare il corsivo e il testo in grassetto. Un'ulteriore opzione per enfatizzare è usare le maiuscole per far risaltare una parola o un nome.

Il corsivo è detto anche aldino perché fu introdotto per la prima volta da Aldo Manuzio. Disegnato e realizzato dal bolognese Francesco Griffo, si ispirò alla scrittura corsiva di Poggio Bracciolini (1380-1459), che a sua volta emulava la scrittura carolina. Lo scopo era quello di ottenere una scrittura compatta che si accompagnasse a uno stile facilmente leggibile.
Le prime prove del corsivo furono effettuate nell'anno 1500. Le prime parole in assoluto stampate con il nuovo stile ("Jesu dolce Jesu amore") comparvero all'interno di un'illustrazione alle Epistole di Santa Caterina da Siena. L'opera omnia di Virgilio (Venetiis, ex aedibus Aldi Romani, mense Aprili 1501) fu il primo libro stampato interamente in corsivo. Il volume inaugurò allo stesso tempo la serie degli enchiridi in ottavo, libri contenenti la trattazione completa di un certo argomento e soprattutto di formato rivoluzionario per materie profane, alla base del libro moderno.
Il corsivo aldino divenne il modello per gli stili di corsivo.

## Utilizzo comune
- Enfasi: "Bianchi non è stato l'unico colpevole, è vero". Per enfatizzare un concetto espresso nella frase;
- I titoli di opere dell'ingegno, come libri (I promessi sposi), periodici (Oggi), dipinti, film, opere teatrali, album musicali, programmi televisivi, vanno scritti in corsivo[8]. Invece il corsivo è usato in alternativa alle virgolette per i titoli di parti di opere, ovvero delle opere che compaiono all'interno di opere più grandi, come racconti, poesie, articoli di rivista, a seconda delle norme redazionali delle varie case editrici[9] o dei manuali di stile; lo stesso vale per canzoni ed episodi di serie televisive. Diversamente avviene nella tradizione anglosassone, in cui i titoli di parti di opere si scrivono tra virgolette per distinguerli da quelli delle opere che li contengono, scritti in corsivo[10][11].
- I nomi delle navi: "l'Amerigo Vespucci ha salpato la scorsa notte".
- Parole straniere, incluse le lingue antiche e la nomenclatura binomiale latina nella tassonomia degli organismi viventi: "Fu servito uno splendido coq au vin"; "Homo sapiens".
- I nomi delle società di giornali e riviste: "La mia rivista preferita è Oggi, e il mio giornale preferito è La Tribuna".
- Citare una parola come esempio di una parola piuttosto che per il suo contenuto semantico: "La parola il è un articolo".
  - Utilizzare una lettera o un numero menzionato come se stesso:
    - Christian era seccato; avevano di nuovo dimenticato la h nel suo nome.
    - Quando ha visto il suo nome accanto all'1 in classifica, ha finalmente avuto la prova che era la migliore.
- Introduzione o definizione di termini, soprattutto tecnici o usati in modo insolito o particolare[12]: "La psicologia freudiana si basa su Io, Super-io ed Es."; "Un numero pari è un multiplo di 2."
- A volte nei romanzi per indicare il processo di pensiero di un personaggio: "Non può succedere, pensò Anna".
- I simboli algebrici (costanti e variabili) sono convenzionalmente scritti in corsivo: "La soluzione è x = 2". Lo stesso vale per i simboli di grandezze fisiche e per le costanti matematiche: "La velocità della luce, c, è approssimativamente uguale a 3,00 × 10 8 m / s."[13][14][15]
- In biologia, i nomi dei geni (ad esempio, lacZ) sono scritti in corsivo mentre i nomi delle proteine sono scritti in caratteri romani (ad esempio β-galattosidasi, che il gene lacZ codifica)[16][17].

## Utilizzo più complesso

### Corsivo inclinato a sinistra

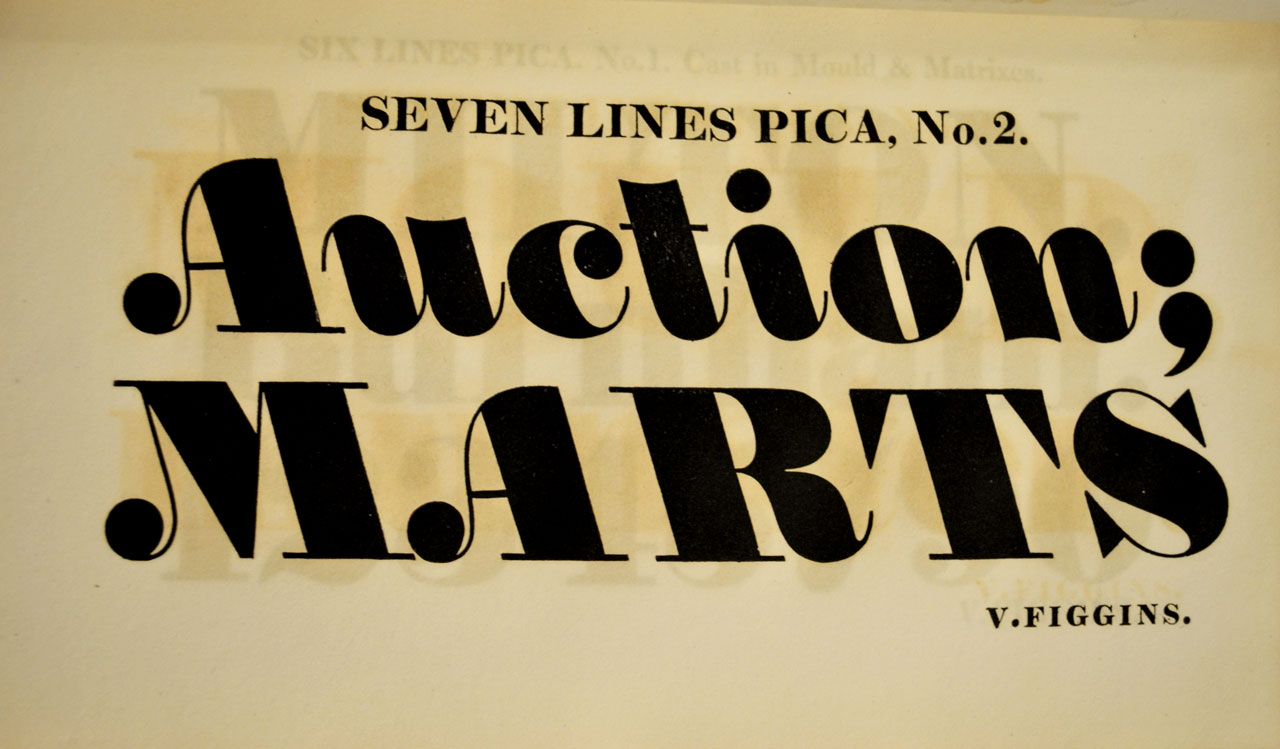
Un carattere Didone corsivo "inclinato all'indietro o a sinistra", realizzato per essere utilizzato dalla fonderia Figgins di Londra.

Il corsivo inclinato a sinistra è ora raro nei caratteri latini, dove viene utilizzato principalmente come effetto occasionale per attirare l'attenzione. Erano ancora una volta comuni, tuttavia, essendo usati ad esempio nei documenti legali. Sono più comuni nella scrittura araba.
In alcuni caratteri arabi (ad esempio Adobe Arabic, Boutros Ads), il carattere corsivo ha la parte superiore della lettera inclinata a sinistra, invece di inclinarsi a destra. Alcune famiglie di caratteri, come Venus, Roemisch, Topografische Zahlentafel, includono caratteri e lettere inclinati a sinistra progettati per la produzione di mappe cartografiche tedesche, anche se non supportano i caratteri arabi.
Negli anni cinquanta Gholamhossein Mosahab ha inventato Iranic font style, una forma corsiva inclinata all'indietro per andare con la direzione da destra a sinistra della scrittura.

### Corsivo diritto

"Corsivo diritto" di Computer Modern

Poiché il corsivo ha un aspetto chiaramente diverso dal tondo e dal grassetto, è possibile avere disegni in "corsivo diritto", cioè caratteri che hanno uno stile corsivo ma rimangono in posizione verticale. Nelle lingue espresse in caratteri latini, il corsivo diritto è raro ma a volte viene utilizzato in matematica o in testi complessi in cui una sezione di testo già in corsivo necessita di uno stile "doppio corsivo" per aggiungere enfasi. Computer Modern di Donald Knuth ha un corsivo in posizione verticale come alternativa al corsivo standard, in quanto la sua destinazione d'uso è la composizione matematica.
Le famiglie di tipi di carattere con un corsivo in posizione verticale o quasi verticale comprendono solo Romanée di Jan van Krimpen, Joanna di Eric Gill, FF Seria di Martin Majoor e Deepdene di Frederic Goudy. Il popolare carattere tipografico del libro Bembo è stato venduto con due corsivi: un disegno ragionevolmente semplice che è comunemente usato oggi e un disegno alternativo "Corsivo condensato" verticale, molto più calligrafico, come alternativa più eccentrica. Questo corsivo, disegnato da Alfred Fairbank, è stato denominato "Bembo Condensed Italic", Monotype series 294. Alcuni stampatori, influenzati dal movimento Arts and Crafts, come Gill, resero anche il sistema corsivo originale del corsivo minuscolo solo dal XIX secolo in poi.

### Falso corsivo
L'obliquo (o tondo inclinato) è un carattere inclinato, ma privo di lettere corsive, con la f non discendente e la a della stessa forma di quella tonda, a differenza del corsivo vero e proprio. Molti caratteri senza grazie usano disegni obliqui invece che corsivi; alcuni hanno sia la variante corsiva che obliqua. I progettisti di caratteri hanno descritto il carattere obliquo come meno calligrafico del corsivo, che in alcuni testi può essere preferito.

### Soluzioni alternative al corsivo
Nei media pre-digitali in cui il corsivo non esiste, sono adottate le seguenti soluzioni alternative:
- Nel testo dattiloscritto o scritto a mano, viene generalmente utilizzata la sottolineatura;
- Nei file in testo non formattato (o "puro") sui computer e sui dispositivi mobili, comprese le comunicazioni tramite posta elettronica, le parole in corsivo sono spesso indicate circondandole con barre o altri delimitatori corrispondenti. Per esempio:
  - Ero /davvero/ infastidito.
  - Mi hanno >completamente< dimenticato!
  - Non ebbi _niente_ a che fare con ciò. (Comunemente interpretato come sottolineatura, che è un'alternativa al corsivo.)
  - Era *assolutamente* orribile. (Comunemente interpretato come grassetto. Questo e l'esempio precedente significano corsivo in Markdown.)
- Dove il corsivo non indica enfasi, ma segnala un titolo o dove viene citata una parola, le virgolette possono sostituirlo:
  - La parola "il" è un articolo.
  - Il termine "numero pari" si riferisce a un numero multiplo di 2.
  - Il romanzo "Il Barone rampante" è stato scritto da Italo Calvino.

### OpenType
OpenType ha il tag ital per sostituire un carattere in corsivo con un singolo carattere. Inoltre, la variazione dei caratteri OpenType ha un asse ital per la transizione tra le forme corsivo e non corsivo e un asse slnt per l'angolo obliquo dei caratteri.

### Pagine web
Per far apparire un testo in corsivo, nelle prime versioni del linguaggio HTML veniva utilizzato l'elemento <i>.
Oggi, invece, per produrre testo in corsivo va utilizzato l'elemento <em>, il quale comunica genericamente che il contenuto deve essere "enfatizzato". L'impostazione di default dei browser rende questa enfasi come corsivo, ma l'aspetto di <em> (così come quello di qualsiasi tag HTML) può essere liberamente modificato tramite i CSS. Per lo stesso principio, se il corsivo è puramente ornamentale piuttosto che significativo/semantico, le pratiche di markup semantico impongono che l'autore utilizzi nel CSS la dichiarazione font-style: italic; piuttosto che un tag HTML inappropriato.

## Galleria d'immagini

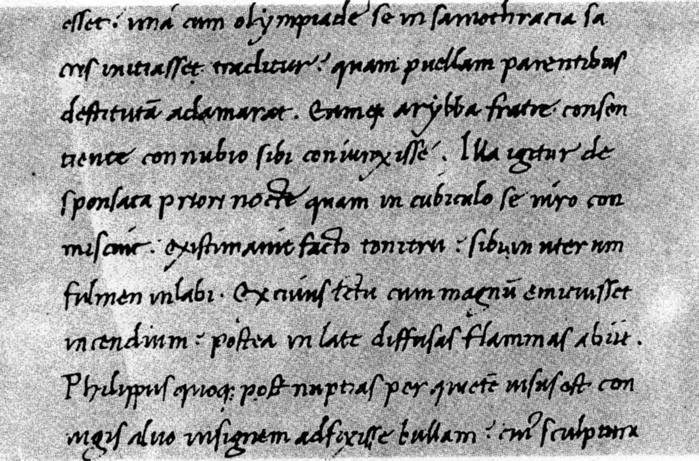
Un esempio di scrittura corsiva di Niccolò Niccoli (ante 1437)
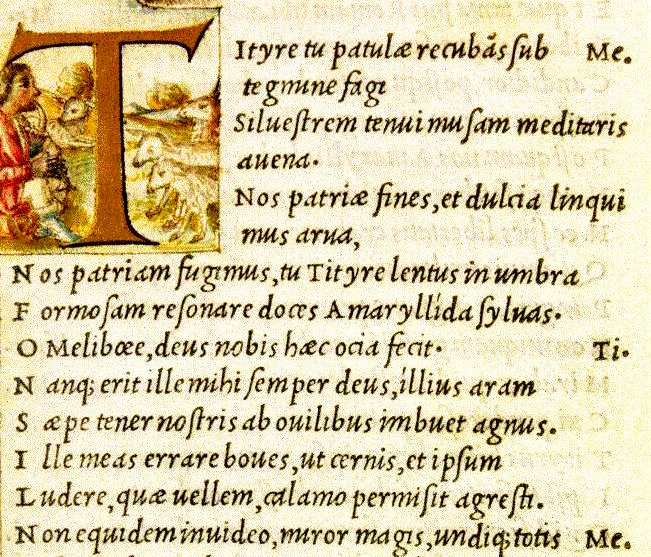
Corsivo di Aldo Manuzio nella prima pagina delle Bucoliche di Virgilio (1501). Il capolettera è miniato.
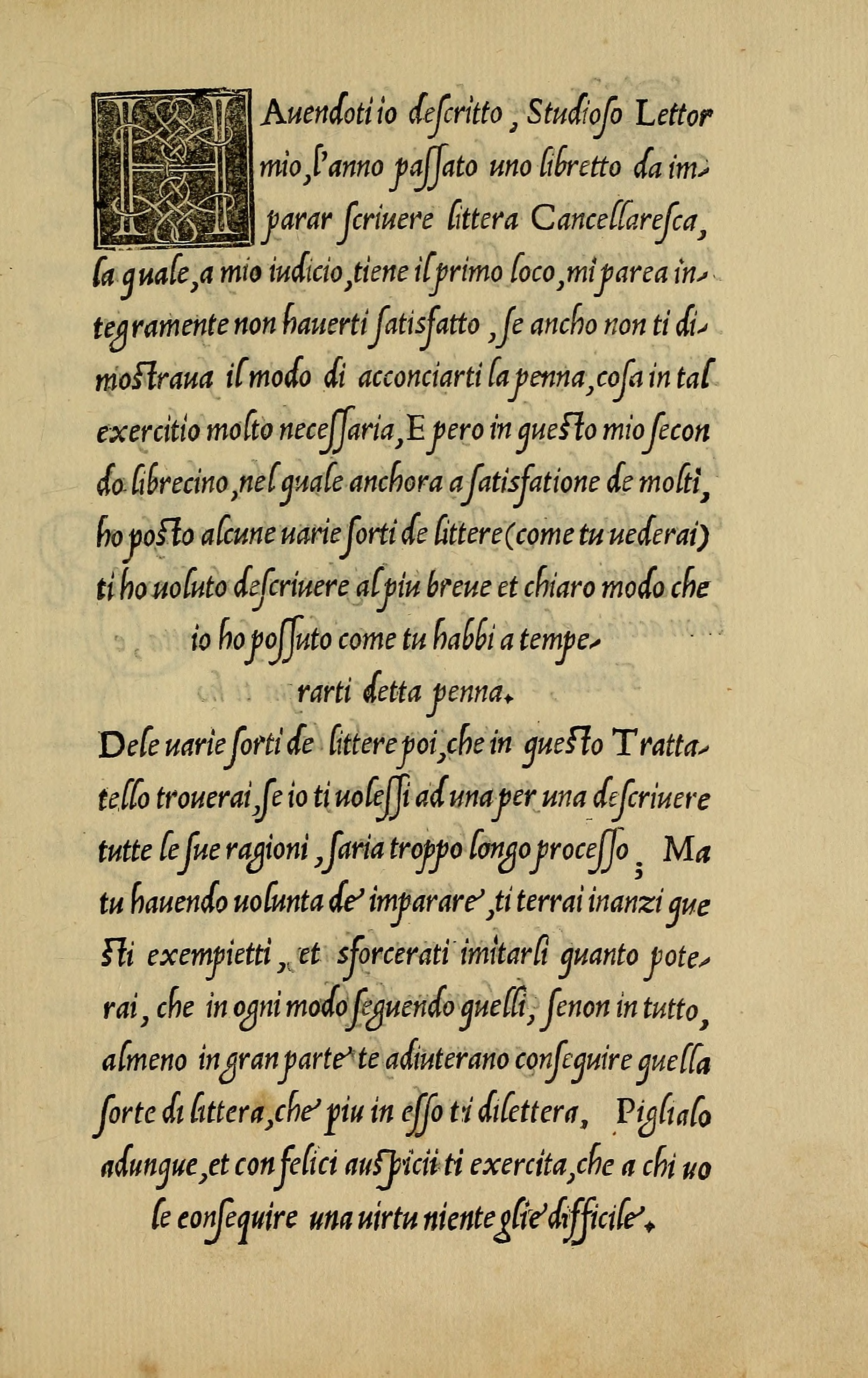
Corsivo di Ludovico degli Arrighi in una pagina della Operina (1522)
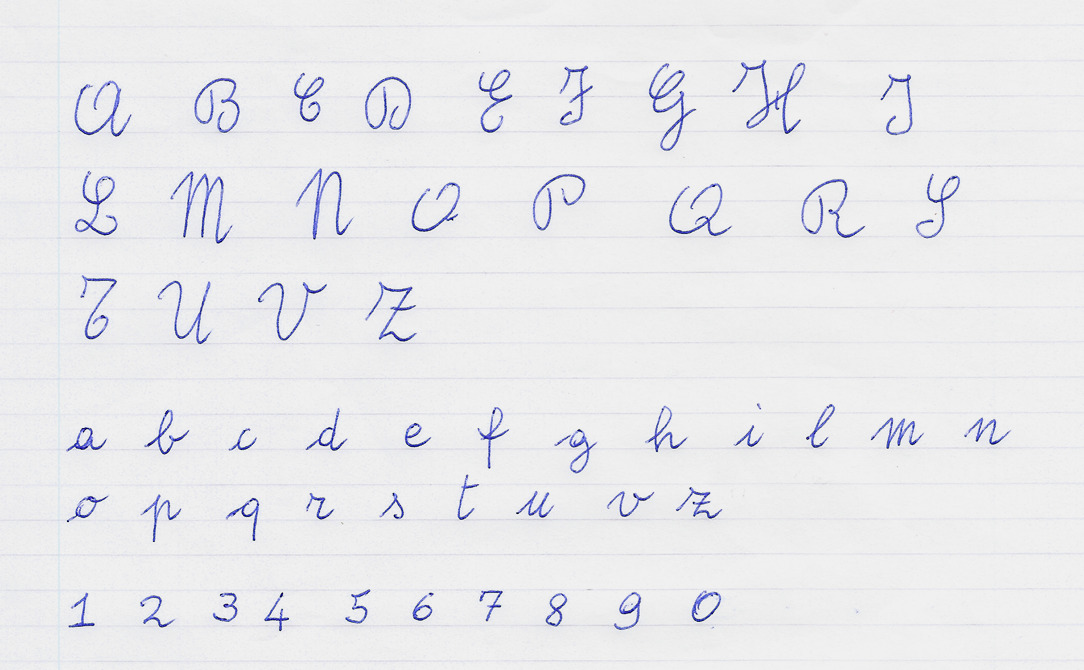
Corsivo in Italia del XX-XXI secolo
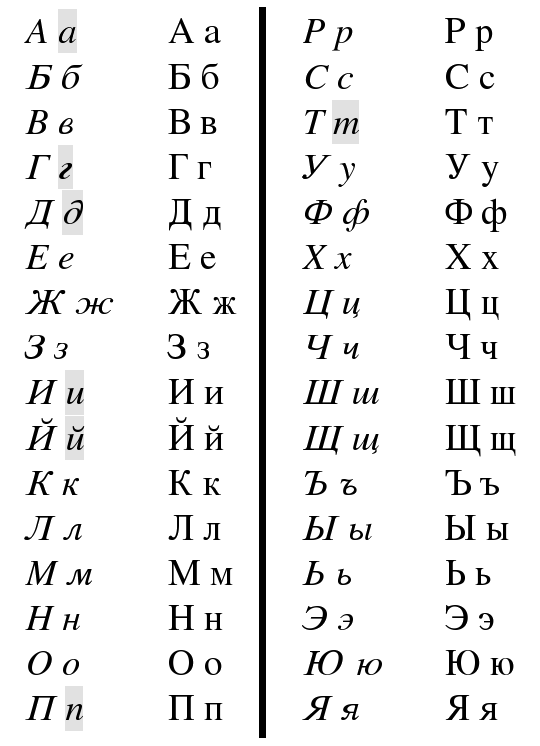
Caratteri cirillici in corsivo e tondo
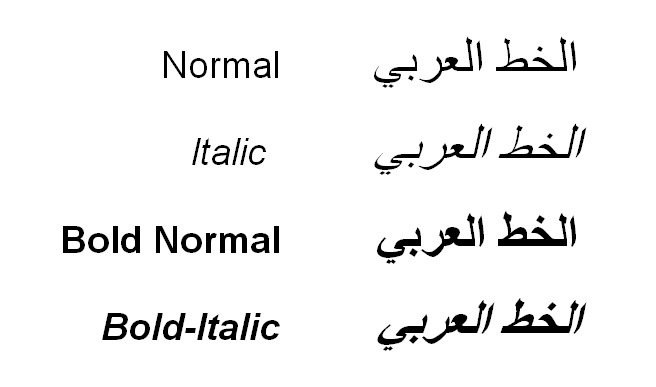
Quattro forme di Adobe Arabic (tondo, corsivo, grassetto e grassetto-corsivo)